# 馬斯烏德
馬斯烏德（I. Mesud，?—?），西喀喇汗国第六代汗，贝里特勤（桃花石·博格拉·喀喇汗）的孙子、阿赫馬德的堂弟。1095年，阿赫馬德被教团唆使的军队杀死，馬斯烏德被立为喀喇汗。塞尔柱王朝并不同意他即位，立蘇來曼·本·達吾提为傀儡汗。
| 前任： 阿赫馬德 | 西喀喇汗国可汗 1095年—1097年 | 繼任： 蘇來曼·本·達吾提 |